# Nikola Ninković
Nikola Ninković (Servisch: Никола Нинковић) (Bogatić, 19 december 1994) is een Servisch voetballer die bij voorkeur als offensieve middenvelder speelt. 

## Clubcarrière
Op 11 juli 2012 tekende Ninković samen met Lazar Marković een vijfjarig contract bij FK Partizan. Hij maakte zijn debuut voor Partizan op 19 juli 2011 in de voorronde van de Champions League tegen het Macedonische Shkendija. Ninković maakte zijn competitiedebuut op 31 maart 2012 tegen FK Rad.
Op 11 augustus 2012 maakte hij zijn eerste doelpunt voor Partizan in de met 7–0 gewonnen competitiewedstrijd tegen BSK Borča. Tijdens de eerste wedstrijden van het seizoen maakte Ninković een zodanige indruk, dat hij de interesse opwekte van onder meer SS Lazio en Tottenham Hotspur FC.

## Interlandcarrière
Ninković kwam reeds uit in de jeugdelftallen Servië –17, Servië –19 en Servië –21. Met Jong Servië (onder 21) nam hij deel aan het Europees kampioenschap 2012 in Estland. Nikola Ninković viel op toen hij tegen Engeland scoorde met een schot vanaf de cornervlag.